# 大猩猩系统公司
大猩猩系统公司位于佛罗里达州坦帕的一间电玩开发商，大猩猩系统目前正为任天堂DS和Wii开发《All-Star Cheer Squad》电玩游戏。